# Lijst van burgemeesters van Ramskapelle
Lijst van burgemeesters van de voormalige gemeente Ramskapelle, thans deeluitmakende van de gemeente Knokke-Heist.

## Burgemeesters
- 1830-1832 : Philippus Jacobus Tahon
- 1832-1845 : Petrus Franciscus David
- 1845-1861 : Josephus Benedictus Joncheere
- 1861-1873 : Fernand van de Woude (1826-1892)
- 1873-1879 : Carolus Ludovicus Cavereel
- 1879-1891 : Leopold Louis Houtsaeger
- 1891-1928 : Ivo Benoit Monteyne
- 1929-1933 : Leo Julius Lammerant
- 1933-1945 : Maurice Broucke
- 1945-1947 : Arthur Pamphiel Pauwels
- 1947-1953 : Alfons Alois Monteyne
- 1953-1965 : Oscar Vanden Broucke
- 1965-1971 : René Vanhee